# Laura Marani Argnani
Laura Marani Argnani, född 1865, död 1955, var en italiensk politiker (Nationella fascistpartiet).
Hon var ordförande för Fasci Femminili för Reggio Emilia 1929-1940. Hon tillhörde de mest framträdande kvinnliga fascisterna och gjorde sin lokalavdelning av kvinnoförbundet till det största i Italien. 
Hon var inspektris för nationella Fasci Femminili 1937-1945. År 1930 lämnades posten som nationell ledare för Fasci Femminili vakant efter Angiola Moretti. Efter detta fanns ingen nationell ledare för fascistkvinnorna, endast lokala ledare, fram till 1937, när ett delat ledarskap bildades under två "inspektriser", Clara Franceschini och Giuditta Stelluti Scala Frascara, följd 1938 av ytterligare fyra: Wanda Bruschi Gorjux, och Laura Marani Argnani, Teresita Menzinger Ruata, och Olga Medici del Vascello.